# Minderlittgen
Minderlittgen là một đô thị ở huyện Bernkastel-Wittlich, trong bang Rheinland-Pfalz, Đô thị Minderlittgen có diện tích 8,19 km², dân số thời điểm ngày 31 tháng 12 năm 2006 là 672 người.